# One More Light World Tour
One More Light World Tour bylo deváté hlavní (celkově jedenácté) a poslední koncertní turné americké rockové skupiny Linkin Park. Turné podpořilo jejich sedmé studiové album One More Light (2017). Turné začalo v květnu 2017 a navštívilo 21 měst v Jižní Americe a Evropě. Po smrti zpěváka a frontmana kapely Chestera Benningtona 20. července roku 2017 byl následující den celý zbytek turné zrušen.

## Pozadí turné
V říjnu 2016 kapela oznámila několik vystoupení na hudebních festivalech v Argentině, Francii a Německu. V průběhu zbytku roku byly odhaleny i další koncerty. V březnu 2017 byl na YouTube zveřejněn propagační trailer, který propagoval samostatné koncerty ve Velké Británii. Následovalo několik propagačních koncertů a rozhovorů pro tisk.
Kapela oznámila severoamerické turné trailerem, který byl zveřejněn prostřednictvím portálu Genius. Upoutávka ukazovala Machine Gun Kellyho při rozhovoru, do kterého zasáhli Bennington a Shinoda. Požádali ho o společné turné, v důsledku čehož pobaveně opustil rozhovor. Další video, určené k propagaci společných koncertů s Blink-182, zahrnovalo pár na rande, který si s sebou vzal skupiny Linkin Park a Blink-182.
Kapela oznámila, že 1 dolar z každé prodané vstupenky bude věnován charitativní nadaci „Music for Relief“ na pomoc obětem přírodních katastrof a na ochranu životního prostředí. Součástí každé vstupenky byla také fyzická nebo digitální kopie posledního alba.
Chester Bennington 20. července 2017 spáchal sebevraždu ve svém domě na předměstí Los Angeles Palos Verdes Estates v Kalifornii. Jeho poslední vystoupení s kapelou se uskutečnilo 6. července v Barclaycard Areně v anglickém Birminghamu. Následující den společnost Live Nation oznámila, že severoamerická část turné bude zrušena a zákazníkům budou vráceny peníze. O dva měsíce později skupina oznámila zrušení japonské části turné a zároveň poskytla informace o vrácení peněz.

## Obsazení
- Chester Bennington – zpěv a rytmická kytara (první polovina turné, zemřel 20. července 2017)
- Rob Bourdon – bicí, perkuse
- Brad Delson – sólová kytara, klávesy, akustická kytara
- Dave "Phoenix" Farrell – basová kytara, doprovodné vokály, samplery, rytmická kytara
- Joe Hahn – gramofony, samply, doprovodné vokály
- Mike Shinoda – zpěv, rytmická a sólová kytara, klávesy, klavír, rap a doprovodné vokály (první polovina turné)

## Zahajovací vystoupení
- Machine Gun Kelly (Severní Amerika)[10]
- Rise Against (Santiago)[11]
- Turbopótamos (Lima)[12]
- Wu-Tang Clan (New York City)[13]
- One Ok Rock (Mansfield, Camden, Bristow, Uncasville, Čiba)[14]
- Snoop Dogg (Seattle, Vancouver, Fresno, San Jose, Chula Vista, Los Angeles)[15]

- Nothing but Thieves, Sum 41, Blink-182 (Monza)
- Sum 41 (Amsterdam)
- Rob Zombie (Buenos Aires a São Paulo)
- Slayer (Buenos Aires a São Paulo)

## Dokončené turné
| Datum            | Město            | Země          | Místo konání                 | Zahajovací vystoupení                                   |
| Jižní Amerika    | Jižní Amerika    | Jižní Amerika | Jižní Amerika                | Jižní Amerika                                           |
| ---------------- | ---------------- | ------------- | ---------------------------- | ------------------------------------------------------- |
| 6. května 2017   | Buenos Aires     | Argentina     | Tecnópolis                   | Slayer, Rob Zombie                                      |
| 9. května 2017   | Santiago         | Chile         | Movistar Arena               | Rise Against                                            |
| 11. května 2017  | Lima             | Peru          | Estadio Nacional de Lima     | Turbopótamos                                            |
| 13. května 2017  | São Paulo        | Brazílie      | Autódromo José Carlos Pace   | Slayer, Rob Zombie                                      |
| Evropa           |                  |               |                              |                                                         |
| 9. června 2017   | Paříž            | Francie       | Base Aérienne 217            | Blink-182, Pierce The Veil                              |
| 11. června 2017  | Praha            | Česko         | Letiště Letňany              | Simple Plan                                             |
| 12. června 2017  | Berlín           | Německo       | Mercedes-Benz Arena          | Machine Gun Kelly                                       |
| 14. června 2017  | Nickelsdorf      | Rakousko      | Pannonia Fields II           | Five Finger Death Punch, Steel Panther, Airbourne       |
| 15. června 2017  | Krakov           | Polsko        | Tauron Arena                 | Machine Gun Kelly                                       |
| 17. června 2017  | Monza            | Itálie        | Autodromo Nazionale Monza    | Nothing but thieves, Sum 41, Blink-182                  |
| 18. června 2017  | Clisson          | Francie       | Hellfest                     | Prophets of Rage, Alter Bridge, A Day To Remember       |
| 20. června 2017  | Amsterdam        | Nizozemsko    | Ziggo Dome                   | Sum 41                                                  |
| 22. června 2017  | Madrid           | Španělsko     | Caja Mágica                  | Five Finger Death Punch, A Day To Remember, Code Orange |
| 24. června 2017  | Scheeßel         | Německo       | Eichenring                   | Blink-182                                               |
| 25. června 2017  | Neuhausen ob Eck | Německo       | Flugplatz Neuhausen ob Eck   | Blink-182                                               |
| 27. června 2017  | Šoproň           | Madarsko      | Lővér Camping Site           | —                                                       |
| 29. června 2017  | Norrköping       | Švédsko       | Norrköping-Bråvalla Airfield | Adept                                                   |
| 1. července 2017 | Werchter         | Belgie        | Rock Werchter                | System of a Down, Blink 182, Jimmy Eat World            |
| 3. července 2017 | Londýn           | Anglie        | The O2 Arena                 | Stormzy                                                 |
| 4. července 2017 | Londýn           | Anglie        | Brixton Academy              | Stormzy                                                 |
| 6. července 2017 | Birmingham       | Anglie        | Barclaycard Arena            | —                                                       |

## Zrušené turné
| Datum             | Město           | Země     | Místo konání                         | Důvod                                                             |
| ----------------- | --------------- | -------- | ------------------------------------ | ----------------------------------------------------------------- |
| 7. července 2017  | Manchester      | Anglie   | Manchester Arena                     | Škody po bombovém útoku v Manchester Areně nebyly včas odstraněny |
| 27. července 2017 | Mansfield       | USA      | Xfinity Center                       | Smrt Chestera Benningtona                                         |
| 28. července 2017 | New York City   | USA      | Citi Field                           | Smrt Chestera Benningtona                                         |
| 30. července 2017 | Hershey         | USA      | Hersheypark Stadium                  | Smrt Chestera Benningtona                                         |
| 1. srpna 2017     | Camden          | USA      | BB&T Pavilion                        | Smrt Chestera Benningtona                                         |
| 2. srpna 2017     | Bristow         | USA      | Jiffy Lube Live                      | Smrt Chestera Benningtona                                         |
| 5. srpna 2017     | Uncasville      | USA      | Mohegan Sun Arena                    | Smrt Chestera Benningtona                                         |
| 7. srpna 2017     | Clarkston       | USA      | DTE Energy Music Theatre             | Smrt Chestera Benningtona                                         |
| 8. srpna 2017     | Toronto         | Kanada   | Budweiser Stage                      | Smrt Chestera Benningtona                                         |
| 10. srpna 2017    | Montreal        | Kanada   | Bell Centre                          | Smrt Chestera Benningtona                                         |
| 12. srpna 2017    | Cincinnati      | USA      | Riverbend Music Center               | Smrt Chestera Benningtona                                         |
| 14. srpna 2017    | Tinley Park     | USA      | Hollywood Casino Amphitheatre        | Smrt Chestera Benningtona                                         |
| 15. srpna 2017    | Saint Paul      | USA      | Xcel Energy Center                   | Smrt Chestera Benningtona                                         |
| 17. srpna 2017    | Charlotte       | USA      | PNC Music Pavilion                   | Smrt Chestera Benningtona                                         |
| 19. srpna 2017    | Tampa           | USA      | MidFlorida Credit Union Amphitheatre | Smrt Chestera Benningtona                                         |
| 20. srpna 2017    | West Palm Beach | USA      | Perfect Vodka Amphitheatre           | Smrt Chestera Benningtona                                         |
| 22. srpna 2017    | Houston         | USA      | Toyota Center                        | Smrt Chestera Benningtona                                         |
| 23. srpna 2017    | San Antonio     | USA      | AT&T Center                          | Smrt Chestera Benningtona                                         |
| 25. srpna 2017    | Dallas          | USA      | Starplex Pavilion                    | Smrt Chestera Benningtona                                         |
| 26. srpna 2017    | Oklahoma City   | USA      | Chesapeake Energy Arena              | Smrt Chestera Benningtona                                         |
| 28. srpna 2017    | Denver          | USA      | Pepsi Center                         | Smrt Chestera Benningtona                                         |
| 30. srpna 2017    | Phoenix         | USA      | Talking Stick Resort Arena           | Smrt Chestera Benningtona                                         |
| 1. září 2017      | Stateline       | USA      | Lake Tahoe Outdoor Arena             | Smrt Chestera Benningtona                                         |
| 2. září 2017      | Las Vegas       | USA      | MGM Grand Garden Arena               | Smrt Chestera Benningtona                                         |
| 14. října 2017    | Seattle         | USA      | KeyArena                             | Smrt Chestera Benningtona                                         |
| 15. října 2017    | Vancouver       | Kanada   | Rogers Arena                         | Smrt Chestera Benningtona                                         |
| 17. října 2017    | Fresno          | USA      | Save Mart Center                     | Smrt Chestera Benningtona                                         |
| 18. října 2017    | San Jose        | USA      | SAP Center                           | Smrt Chestera Benningtona                                         |
| 20. října 2017    | Chula Vista     | USA      | Mattress Firm Amphitheatre           | Smrt Chestera Benningtona                                         |
| 22. října 2017    | Los Angeles     | USA      | Hollywood Bowl                       | Smrt Chestera Benningtona                                         |
| 2. listopadu 2017 | Čiba            | Japonsko | Makuhari Messe                       | Smrt Chestera Benningtona                                         |